# Heinz-Jörg Eckhold
Heinz-Jörg Eckhold (* 25. September 1941 in Oberhausen; † 16. Oktober 2022) war ein deutscher Politiker der CDU.

## Ausbildung und Beruf
Nach dem Besuch der Volksschule erlangte Heinz-Jörg Eckhold 1956 deren Abschluss. Er machte von 1956 bis 1961 eine Ausbildung zum Maschinenschlosser. Auf dem Zweiten Bildungsweg erwarb er 1966 mit dem Abitur die Hochschulreife. Seine Bundeswehrzeit leistete er von 1965 bis 1967 ab. Er war Major der Reserve. Von 1967 bis 1971 schloss sich ein Studium der Lehramtsfächer Deutsch, Geschichte und katholische Religion an. Im Jahr 1970 legte er die 1. Staatsprüfung ab. Die 2. Staatsprüfung absolvierte er 1971 und 1977 promovierte er in Essen zum Doktor der Pädagogik mit einer Arbeit zum Bereich Weiterbildung bei der Bundeswehr. Von 1971 bis 1978 war er Lehrer im Schuldienst, wobei er ein Aufbaustudium absolvierte. Seit 1978 war er Mitarbeiter des Bistums Essen. Von 1994 bis 2000 war er Direktor des „Instituts für Soziale Bildung“ im Bistum Essen. Stellvertretender Dezernent des Dezernates für gesellschaftliche und weltkirchliche Aufgaben im Bistum Essen war er seit 2001.

## Politik
Eckhold war seit 1959 Mitglied der CDU. Von 1970 bis 1974 war er stellvertretender Vorsitzender der Jungen Union Oberhausen und Stadtbezirksvorsitzender. Als Kreisverbandsvorsitzender der CDU Oberhausen war er von 1974 bis 1977 und von 1990 bis 1995 tätig. Von 1986 bis 2000 war er Mitglied des Bezirksvorstandes der CDU Ruhrgebiet. Mitglied des Rates der Stadt Oberhausen war er von 1974 bis 1978 und ab 1984. Weitere Stationen seiner politischen Laufbahn sind von 1992 bis 2000 Vorsitzender der CDU-Fraktion im Rat, ab 2001 stellvertretender Vorsitzender. Mitglied der CDU-Fraktion beim Kommunalverband Ruhrgebiet war er von 1994 bis 1995.
Heinz-Jörg Eckhold zog 1995 über die Landesliste in den 12. und 13. nordrhein-westfälischen Landtag ein, dessen Mitglied er bis 2005 blieb.

## Schriftstellerische Tätigkeit
Im Jahr 2012 veröffentlichte er einen Roman einer Familiensaga rund um eine Arbeiterfamilie.

## Werke
- 1977: Weiterbildung bei der Bundeswehr? : Möglichkeiten und Grenzen für Grundwehrdienstleistende, Essen (Dissertation)
- 2012: Die Rundholz – Deutsche Familiensaga um Liebe, Macht, Einfluss, Politik und Intrigen, Dinslaken